# Гипотеза Зарисского

## Гипотеза Зарисского
Обозначим через {\displaystyle \mathbb {C} [X_{1},X_{2},...,X_{n}]} множество всех многочленов с комплексными коэффициентами от переменных {\displaystyle X_{1},X_{2},...,X_{n}}. Пусть в {\displaystyle \mathbb {C} [X_{1},X_{2},...,X_{n}]} выбрано подмножество {\displaystyle A}, содержащее все константы {\displaystyle C} и обладающее следующими свойствами: если {\displaystyle f,g\in A}, то {\displaystyle f-g} и {\displaystyle fg} лежат в {\displaystyle A}. Предположим, что существует такой многочлен {\displaystyle T\in \mathbb {C} [X_{1},X_{2},...X_{m}]}, что каждый элемент {\displaystyle f} из {\displaystyle \mathbb {C} [X_{1},X_{2},...X_{m}]} представляется в виде многочлена {\displaystyle f=a_{0}+a_{1}T+a_{2}T^{2}+...+a_{m}T^{m},a_{0},a_{1},...a_{m}\in A,}, где {\displaystyle m} зависит от {\displaystyle f}. Гипотеза Зарисского утверждает, что найдутся такие многочлены {\displaystyle T_{1},T_{2},...,T_{n-1}\in \mathbb {C} [X_{1},X_{2},...X_{m}]}, что каждый элемент {\displaystyle f} из {\displaystyle \mathbb {C} [X_{1},X_{2},...X_{m}]} представляется в виде многочлена от {\displaystyle T_{1},T_{2},...,T_{n-1},T}. Гипотеза Зарисского доказана для {\displaystyle n=2} и {\displaystyle n=3}. Для случая {\displaystyle n>3} её никому доказать не удалось.